# Шлем (доспех)

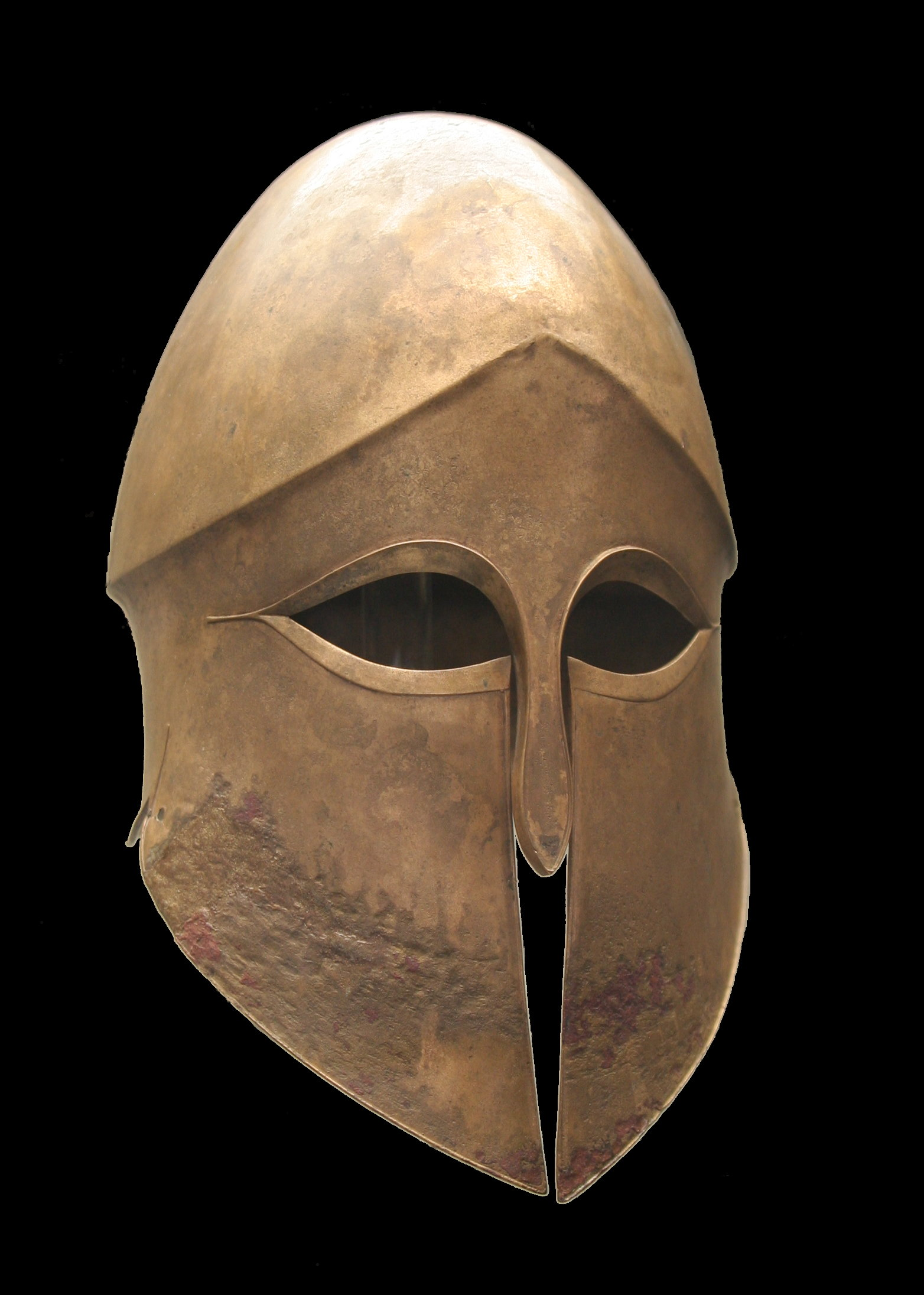
Шлем Древней Греции коринфского типа. Около 500 г. до н. э.. Музей в Мюнхене.

Шлем — средство защиты головы воина от повреждений, наносимых, преимущественно, холодным оружием, позднее — огнестрельным.

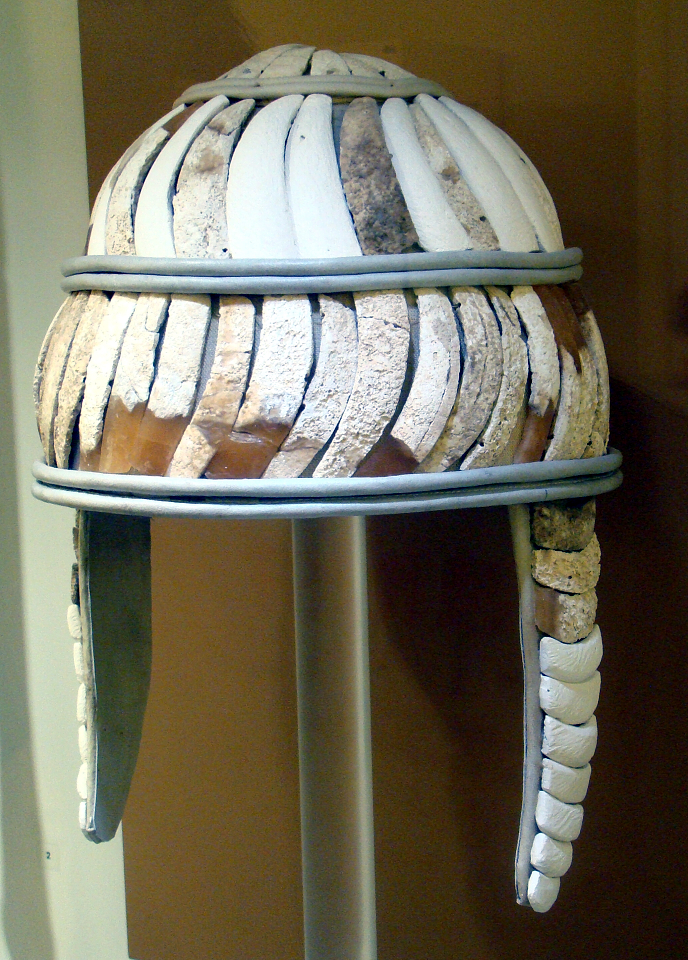
Микенский шлем из кабаньих клыков. Археологический музей Ираклиона.

На Руси общее название индивидуальных средств защиты головы (защитные головные уборы) ратника (воина) назывались Наголовье или Наглавник[значимость факта?].

## Обзор шлемов

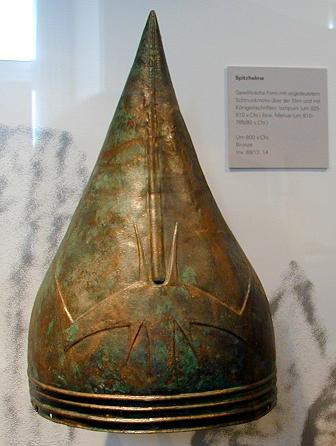
Бронзовый шлем государства Урарту, VIII в. до н. э.

В Первобытном мире защитные головные уборы делались из дерева, бересты, сплетённых прутьев, кожи, а также шкур животных. После того, как искусство обработки металла в древних цивилизациях достигло достаточного уровня, они получили возможность изготавливать металлические шлемы. Древнейшие шлемы, сделанные из меди и золота, найдены в царских гробницах Ура и датируются 3 тысячелетием до н. э.. Однако подобные изделия были слишком дорогими, поэтому долгое время оставались недоступными большинству воинов. Например, в Древнем Египте для защиты головы воины носили круглые шапочки из кожи или льна, иногда усиленные металлическими пластинами. По этой же причине неметаллические защитные наголовья применялись и гораздо позднее разными народами; например, в Средние века среди кочевников бытовала так называемая шапка бумажная. Железные шлемы впервые появились в VIII—VII веках до н. э. в Урарту и Ассирии и имели сфероконическую шеломовидную форму. Однако получить преобладание над бронзовыми железные шлемы в разных регионах смогли лишь в 1 тысячелетии нашей эры.

## Древний мир

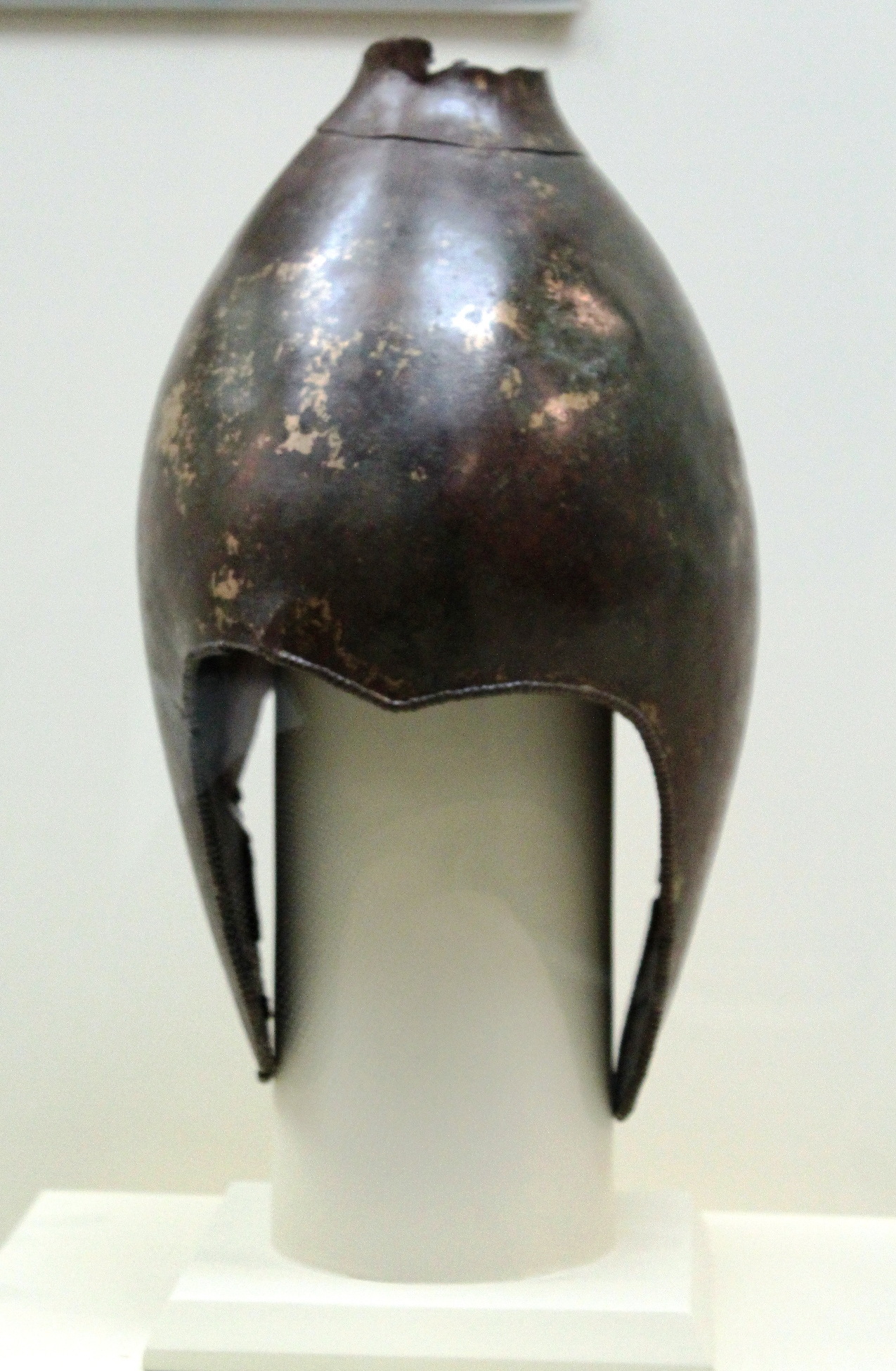
Шлем воинов Кавказской Албании из памятника Нюйди, Ахсуйский район Азербайджана. Музей истории Азербайджана

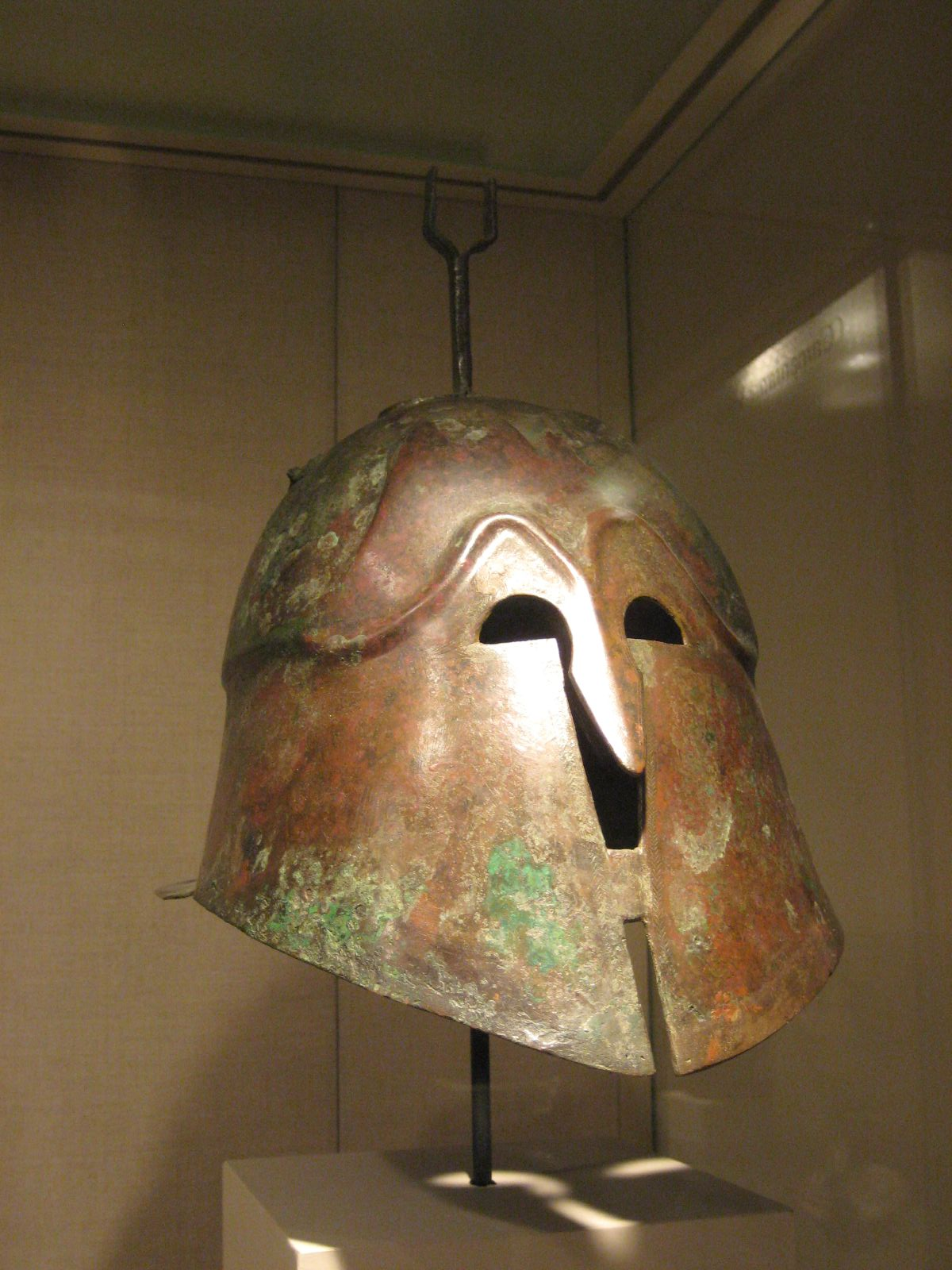
Древнегреческий коринфский шлем, IV—III в. до н. э.

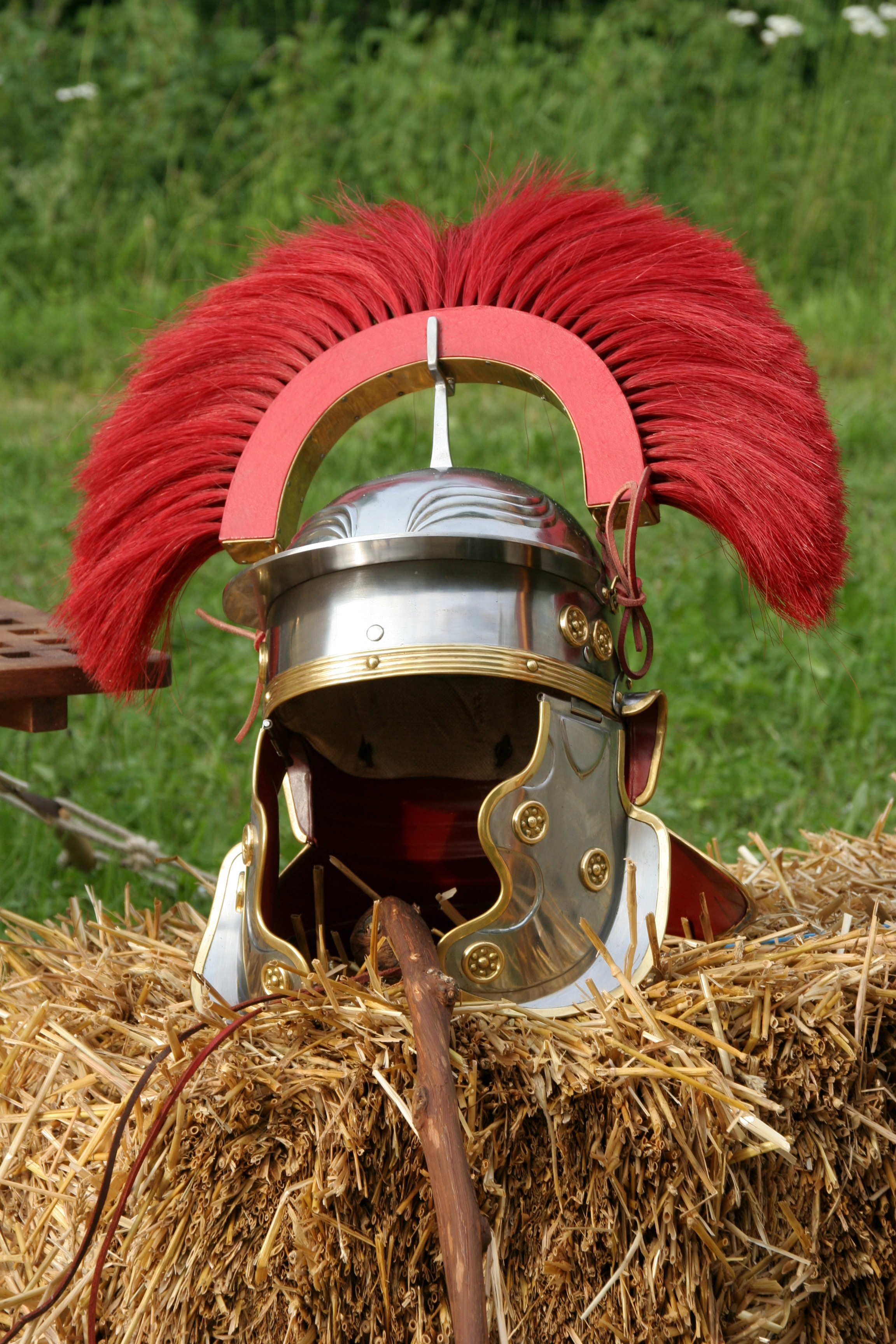
Реплика шлема римского центуриона II в. н. э.

### Шлемы Древнего Востока

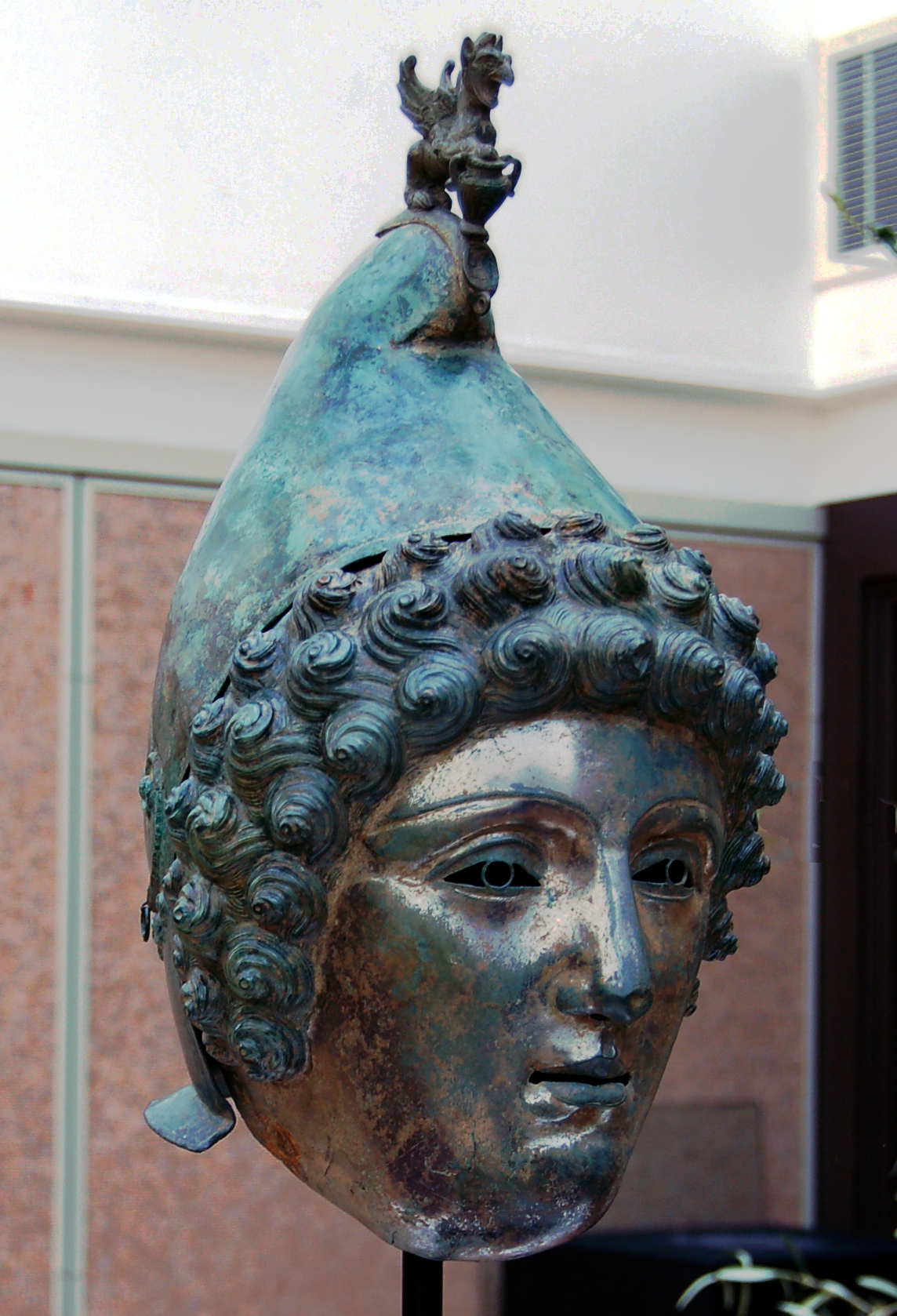
Древнеримский церемониальный кавалерийский шлем Кросби Гаррет

Древнейшее изображение шлема датируется первой половиной 3 тысячелетия до н. э.. Это бронзовая статуэтка с высоким серебряным шлемом яйцевидной формы, увенчанным на макушке небольшим штырьком, найденная в Сирии, Телль эль-Джудейде. Самые древние сохранившиеся шлемы — шумерские, из царских гробниц Ура, середина 3 тысячелетия до н. э.. Это каскообразные шлемы с низкими полусферическими куполами, большинство изготовлено из бронзы. Многие из них снабжены наушами, выполненными зацело с тульёй; на одном образце есть гребень. Такие детали свидетельствуют, что данные шлемы далеко не первые. Встречаются подобные шлемы и на Месопотамских изображениях этого же периода, которые, в отличие от артефактов, немного более высокие. Во второй половине 3 тысячелетия до н. э. в Месопотамии появился сфероконический тип шлема, поначалу характеризовавшийся довольно невысокой тульёй. Такой шлем, снабжённый бычьими рогами, изображён на аккадском царе Нарам-Син.

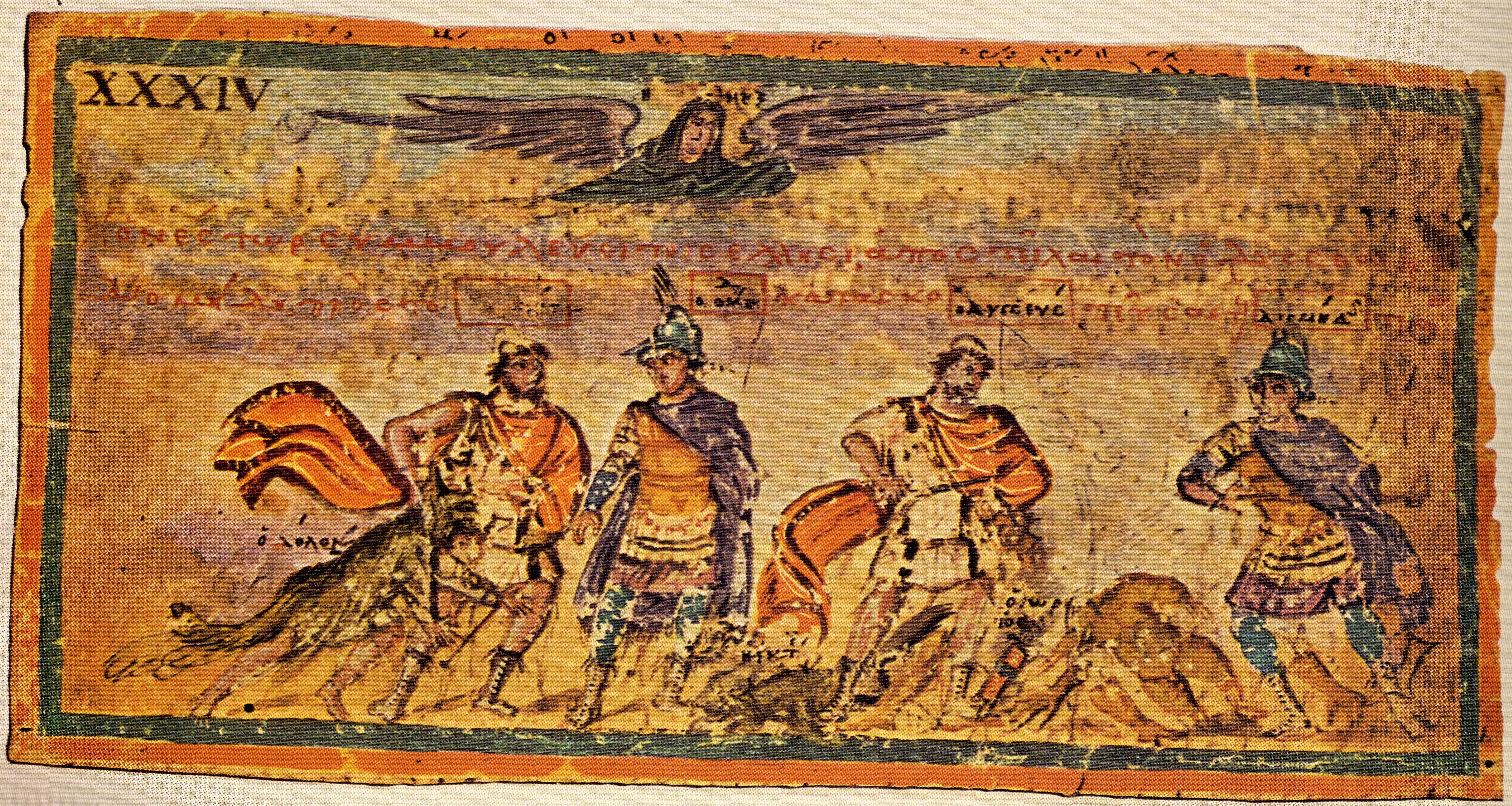
Одиссей и Диомед пленяют троянца Долона. Миниатюра рукописи «Илиады» V в. н. э. На античных героях характерные шлемы с гребнем

В первой половине — середине 2 тысячелетия до н. э. ведущая роль в разработке новых типов шлемов перешла в сирийско-палестинский регион. Здесь на основе как местной, так и, в большей степени, месопотамской традиции сложилось 2 основных типа шлемов, от которых произошли все позднейшие разновидности. Первый тип — сфероконический, причём, как правило, тулья шлема довольно невысокая, на макушке резко переходила в высокий узкий шпиль. Для лица делался прямоугольный или скруглённый вырез, реже шлемы были с ровным венцом. Такие шлемы полностью были металлическими. Второй тип — шлемы яйцеобразной формы, как правило, с двумя дугообразными вырезами спереди и сзади, так что с боков шлем закрывал уши. Иногда спереди был двойной вырез с дугами над бровями, сходившимися в угол над переносицей. Иногда также делались вырезы на уровне ушей. Шлемы этого типа, вероятно, зачастую были неметаллическими или же усилены металлическими пластинами, либо нашивавшимися на мягкую основу, либо надеваемые на неё и между собой соединяемыми ламеллярным способом.
Под влиянием этого региона шлемы получали распространение среди других народов. Пришедшие в конце XIII — начале XII в. до н. э. эгейские «народы моря» использовали шлемы, очень схожие с ближневосточными. В середине 2 тысячелетия до н. э. подобные шлемы проникают в Закавказье. Около XIII в. до н. э. шлемы появились в Древнем Китае эпохи Шан-Инь вместе с колесницами. Китайские шлемы были бацинетообразной формы, с яйцевидным куполом и глубоким подпрямоугольным вырезом и макушкой, немного смещённой назад. Эти шлемы увенчаны небольшой трубкой для плюмажа. На лобной части этих шлемов сделана декоративная маска Тао-Тие, а на уровне ушей — стилизованные изображения ушей или вихревые розетки. Эти шлемы отливались из бронзы способом «потерянного воска», после чего отделывались ковкой, подчеканкой и гравировкой. Сохранилось китайское бронзовое забрало — антропоморфная личина XIII—XII в. до н. э., древнейшее в мире. Оно крепилось к голове ремнями посредством петли сверху и отверстий в ушах. К XII—XI в. до н. э. относятся бронзовые маски чжоусцев в виде устрашающих обезьяньих лиц, по способу крепления аналогичные китайской личине.
В 1 тысячелетии до н. э. Ближний Восток продолжил удерживать лидерство в области шлемов. Там появилось несколько новых типов. В Малой Азии и Северной Сирии в X—VIII веках до н. э. получили распространение высокие яйцевидные шлемы с ровным венцом, на макушке снабжённые волосяным гребнем, идущим спереди назад. Они иногда снабжались наушами, а также нащёчниками, не закрывавшими уши, но, благодаря L-образной форме, прикрывавшие подбородок. Позднее на основе этих шлемов сформировалось ещё 2 типа: первый приобрёл форму фригийского колпака с загнутой вперёд заострённой верхней частью, второй получил подковообразное навершие с опущенными вниз концами. В Ассирии в IX в. до н. э. применялись высокие конические и сфероконические шлемы с ровным венцом, иногда снабжённые ламеллярной бармицей, закрывающей затылок, шею и нижнюю часть лица. В VIII в. до н. э. в Ассирии получают преобладание сфероконические шеломовидные шлемы, иногда — с низким прямоугольным лицевым вырезом. Под малоазиатско-сирийским влиянием там получают распространение шлемы с навершием, свёрнутым вперёд или подковообразным, снабжённым волосяным гребнем. В VIII—VII веках до н. э. в сирийско-финикийском регионе применялись крайне разнообразные шлемы. На изображениях иудейских воинов — конические и сфероконические шлемы ассирийского типа. На изображениях кипрских воинов — полусферические каски с назатыльником и гребнем. Сохраняли распространение яйцевидные шлемы из мягких материалов, усиленные круглыми металлическими пластинами, в том числе в VII—VI веках до н. э. в Центральной Европе. В Урарту IX—VIII в. до н. э. применялись низкие полусферические шлемы с высоким гребнем, полукруглыми лицевым, и, иногда, затылочным вырезами. С VIII в. до н. э. там под ассирийским влиянием получают распространение высокие шлемы сфероконической шеломовидной формы. Они часто богато украшались чеканкой, рельефными изображениями. Кроме сфероконических, в Урарту применялись высокие конические колпаки, иногда с гребнем. В это же время в Урарту впервые появились железные шлемы, такой же, как и бронзовые, шеломовидной формы. Тулья таких шлемов склёпывалась из двух половин, наваривалось коническое навершие; по венцу делались отверстия для крепления подшлемника.
Однако, что естественно, железные шлемы были очень редки; в этот период и позднее повсеместно применялись шлемы, отлитые или выкованные из бронзы. Сфероконические бронзовые шлемы с начала 1 тысячелетия до н. э. под ассирийско-урартским влиянием появляются в Иране. Также там применялись полусферические шлемы с вырезами, которые распространились среди многих народов Евроазии, в том числе скифов и саков, и известны, как шлемы кубанского типа. Похожие шлемы применялись и в Китае, попав туда в XI—X веках до н. э. через кочевников, стали независимо развиваться, а в III в. до н. э. были повторно заимствованы у саков. В середине 1 тысячелетия до н. э. в Ахеменидской империи, по словам Геродота, в коннице использовались кованные бронзовые и железные шлемы. С VI в. до н. э. у скифов появляются простые в изготовление чешуйчатые шлемы, сделанные из железных пластинок, нашитых на кожаную основу, сверху вниз или снизу вверх. Не исключено, что подобные наголовья были заимствованы ими в ахеменидской восточной Малой Азии. После середины 1 века до н. э. ключевая роль в области шлемов от Анатолии, Закавказья и Западного Ирана переходит к кочевникам степей Евроазии.

### Шлемы Древней Греции
Шлем древнегреческого гоплита, наряду с туникой и четвёркой запряжённых в колесницу лошадей, стал символом эллинской эпохи (в широком смысле), от легендарной троянской войны до римского завоевания. Хотя железные шлемы появились в IV в. до н. э., они ещё долгое время оставались редкостью и амуницией царей. Мечи были железными, потому дошли до нас в виде брусков ржавчины, а бронзовых шлемов сохранилось немало, чтобы оценить степень мастерства древнегреческих ремесленников. Не существует общепризнанной классификации шлемов Эллады, тем не менее можно выделить определённые типы, различающиеся как внешним видом, так и технологией изготовления. В античное время шлемы коринфского и беотийского типа, пилосы, так и называли, для остальных типов названий не существовало (или они не дошли до нас), так что разделение по типам — это веяние нашего времени.

Знаменитый гребень из перьев или конских волос, гордость гоплита, приписывают изобретению карийцам, народу в Малой Азии, которые украшали так свои шлемы в период расцвета микенской цивилизации (Плиний, 7.56; Геродот, 1.171). См. дальше в основной статье.

### Шлемы Древнего Рима
Римляне,в период Республики использовавшие в основном аттические и мотефертинские шлемы,к началу нашей эры перешли на шлемы типа кулус с более развитыми нащечниками и назатыльником. Позже род воздействием галльского влияния  появились т.н. имперский галльский и имперский италийский шлемы,вместе с скутумом, гладиусом, пилумом и лорикой сегментата ставшими стандартным снаряжением легионера с I по III вв. В III-IV их вытеснили каркасные, римско-сасанидские и инверисинские шлемы.

### Древняя Европа
В Альпах периода соперничества с Римом был распространён так называемый Неговский шлем.

## Средние века

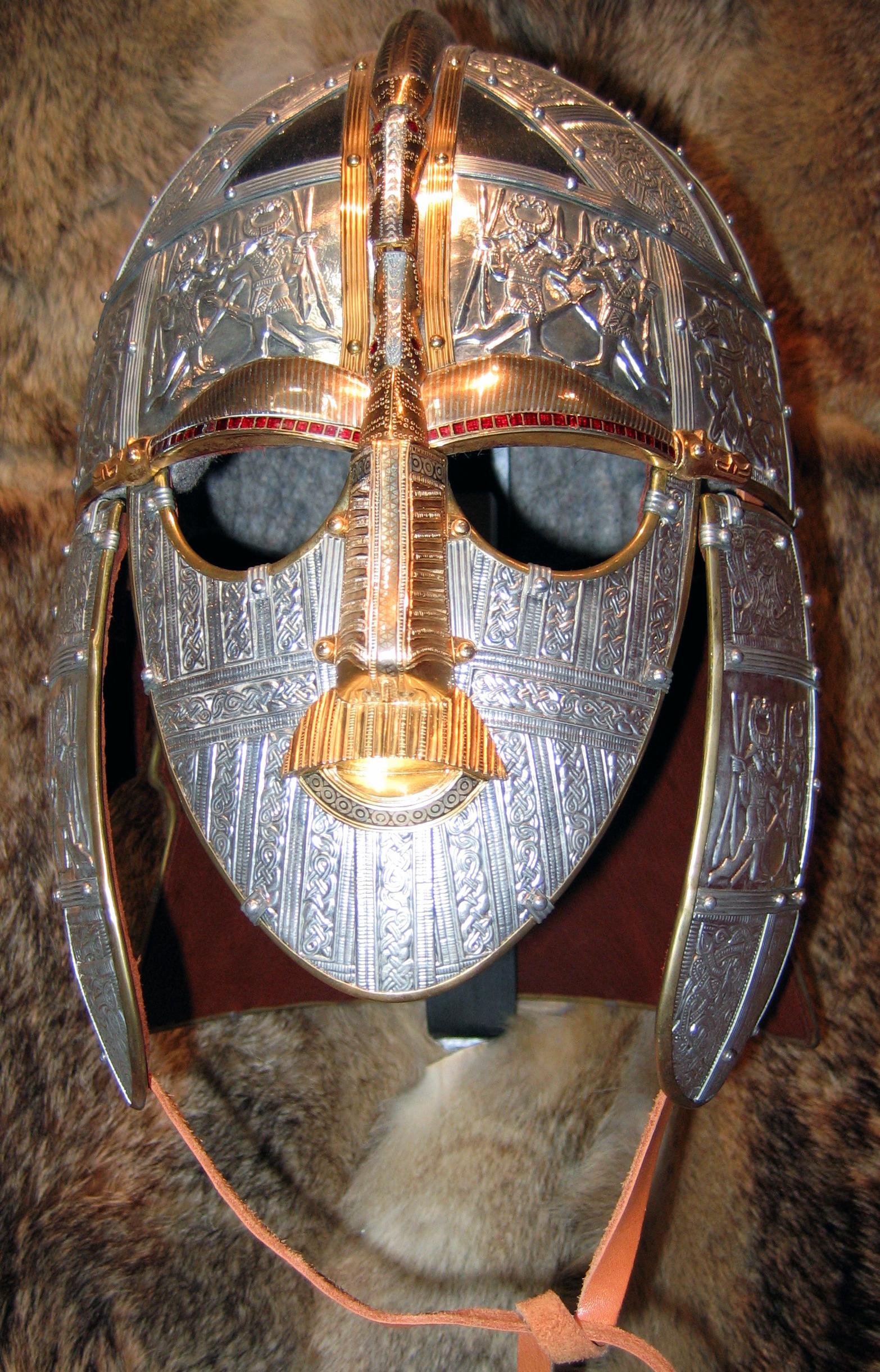
Реплика англо-саксонского шлема вендельского типа из захоронения Саттон-Ху в Англии, VII в.

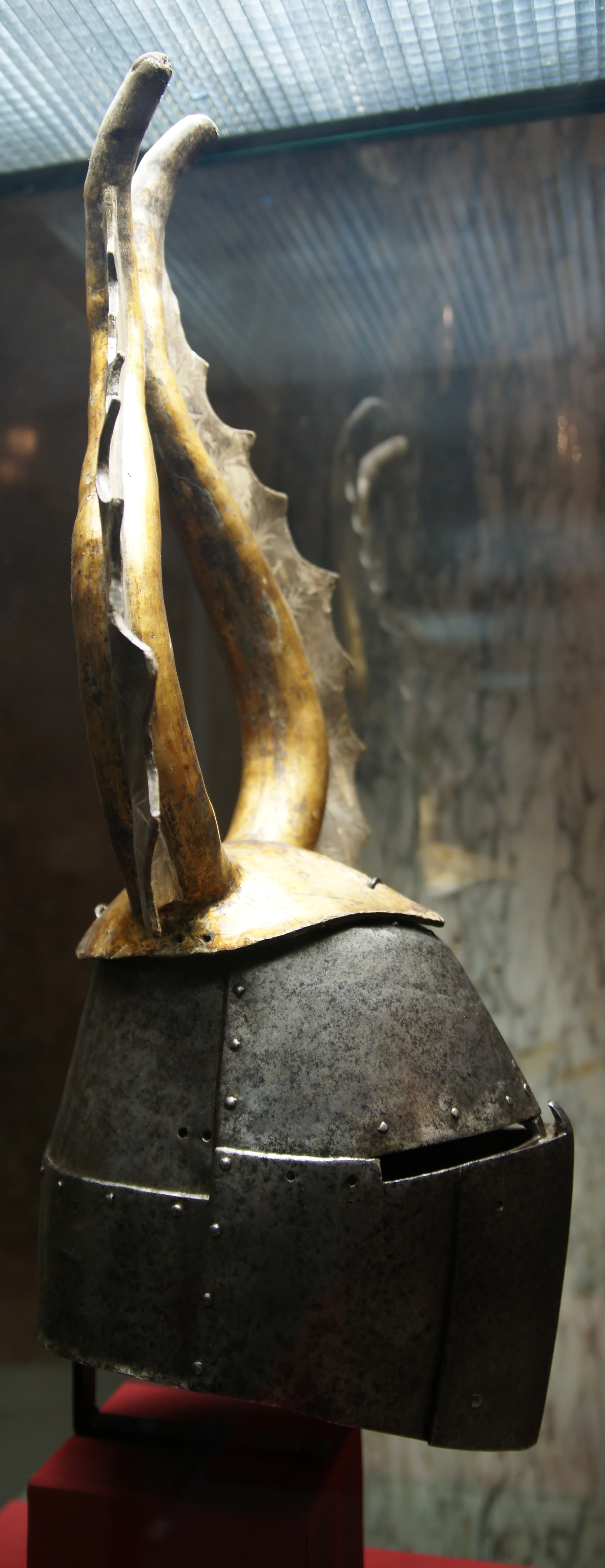
Австрийский топфхельм, принадлежавший штирийскому роду Пранкхов, конец XIV в. Сейчас находится в Метрополитен-музее в Нью-Йорке

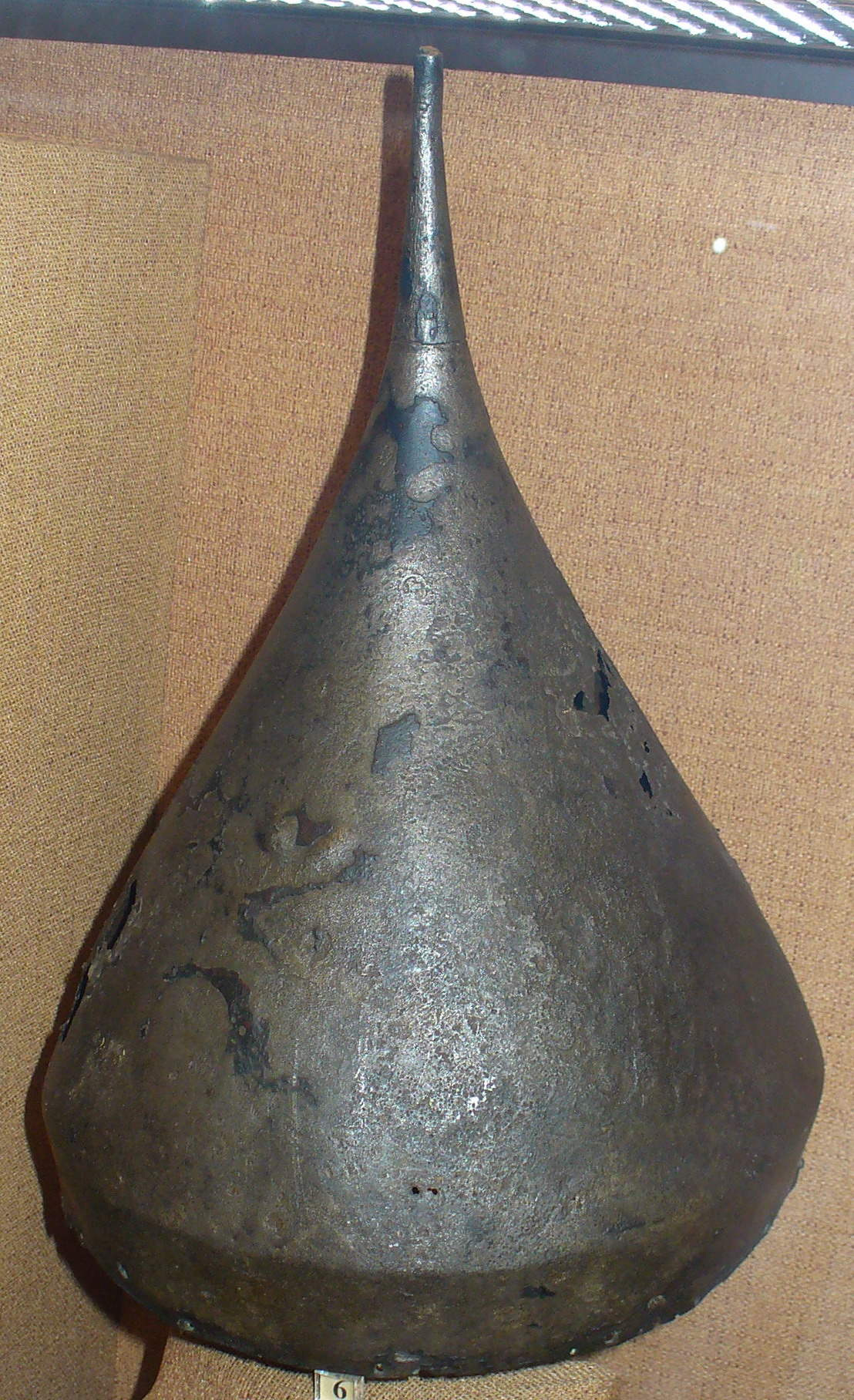
Русский шелом XVI века.

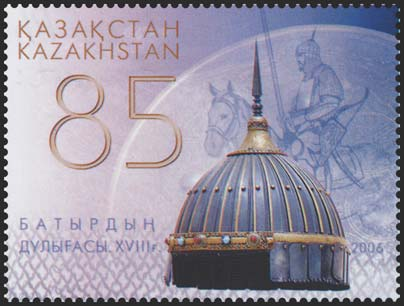
Шлем кочевника XVIII века на почтовой марке Казахстана, 2006 г.

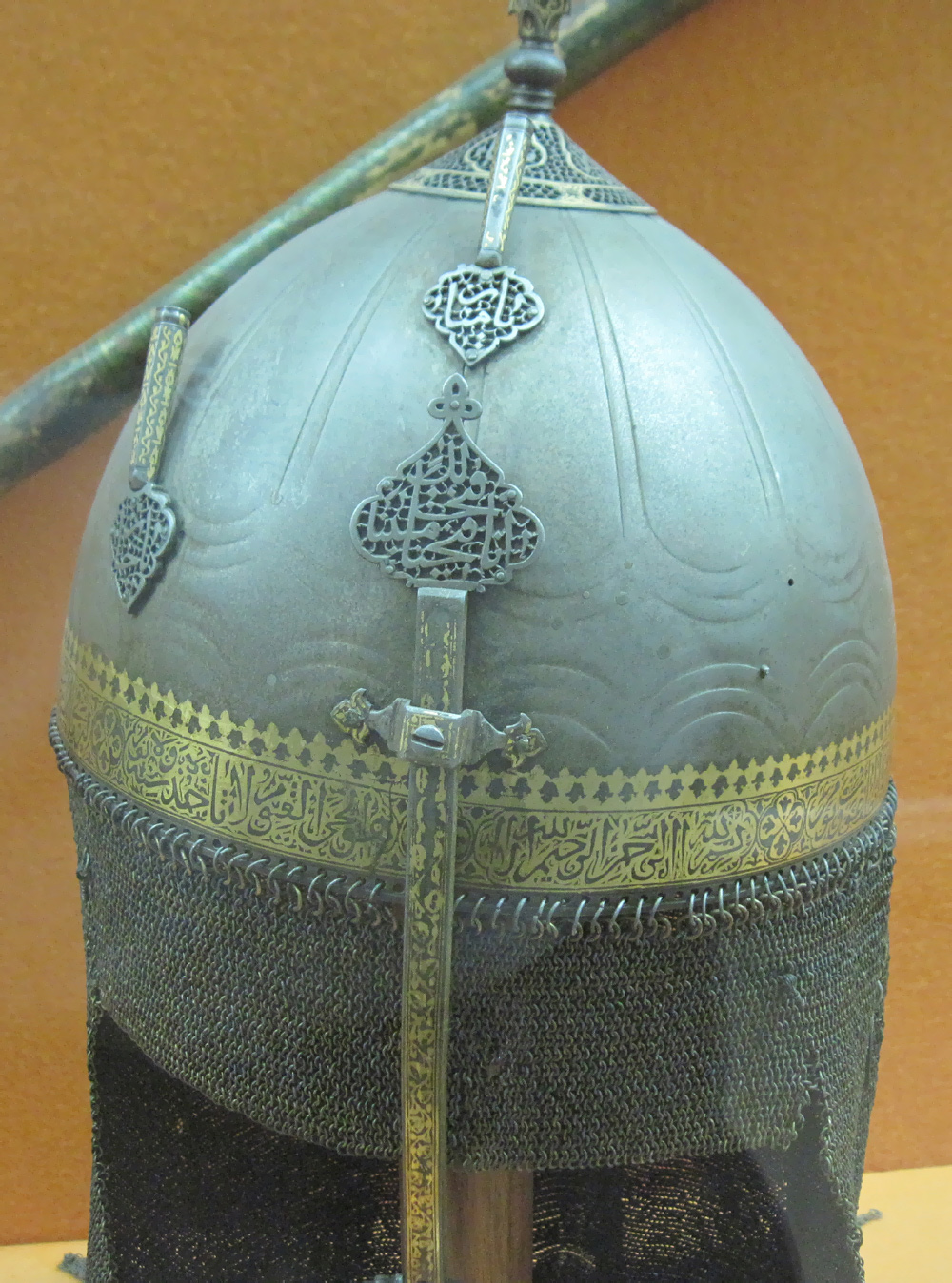
Иранский шишак, XVII в.

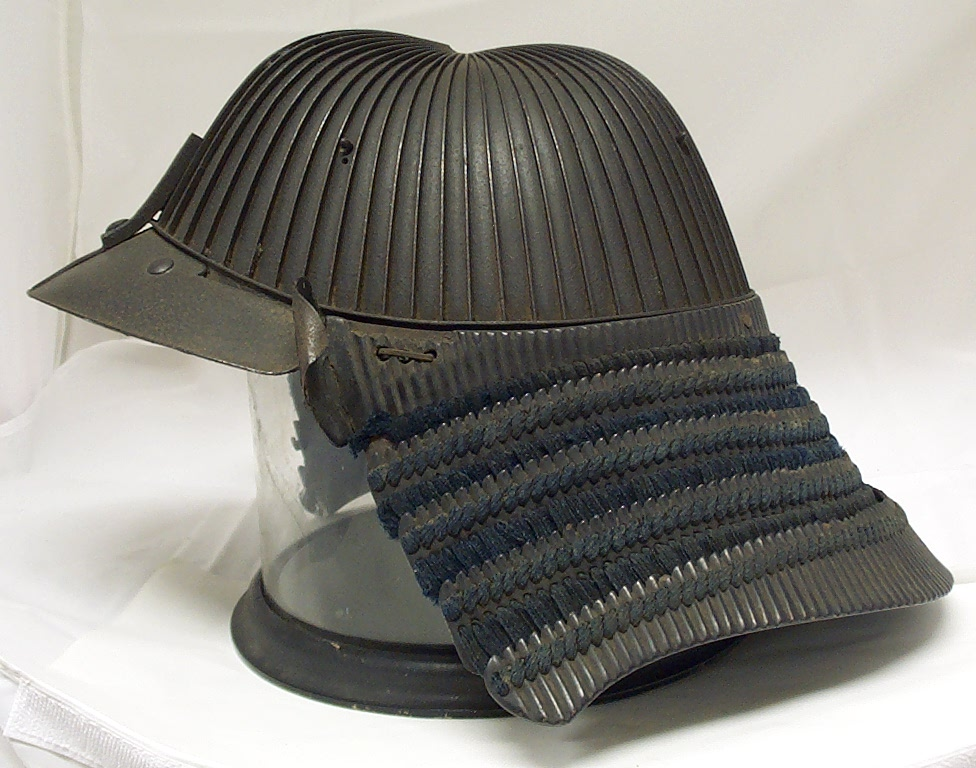
Кабуто, Япония

### Европейские шлемы раннего Средневековья
Ранние шлемы средневековой Европы формировались под восточным влиянием. Первоначально это были каркасные шлемы, склёпанные из нескольких сегментов на каркасе. В Вендельскую эпоху распространяются вендельские шлемы. С восточным влиянием связано и распространение с X века норманнских шлемов, которые имели уже не каркасную конструкцию, а были непосредственно склёпаны или спаяны из нескольких сегментов. Эти шлемы нередко снабжались наносником. В XII веке появляются шлемы с цилиндрической тульёй, позднее трансформировавшие в топфхельмы — горшковидные шлемы, которые сохранялись до XIV века. Предположительно в конце XII — начале XIII века появляются шапели — шлемы с полями. Также применялись простые полусферические цервельеры.

### Европейские шлемы позднего Средневековья
В начале XIV века в Европе появляются бацинеты, закрывающие затылок, но оставляющие открытым лицо. Нередко они снабжались забралами, в частности, весьма популярным было забрало хундсгугель. В XV веке появляются армет и салад, а также барбют. В XVI веке появляются простые пехотные шлемы — кабассеты, а, позднее, морионы. В этом же веке появился бургонет, а также лёгкие железные шапки и черепники. В XVII веке под восточным влиянием посредством Польши и Венгрии в Европе получают распространение шишаки или ерихонки с козырьком, наушами и назатыльником. Во второй половине XVII века шлемы, вместе с доспехами, почти полностью выходят из употребления.

### Русь и Восточная Европа
Народы Восточной Европы, как и Западной, в раннем Средневековье использовали каркасные шлемы, а с X века — норманнские. Причём на запад эти шлемы проникли именно через Восточную Европу. С X века на Руси появляются шлемы черниговского типа сфероконической формы, склёпанные из 4 частей и золочённые; и под русским влиянием распространяются на запад Восточной Европы. Простые шлемы, склёпанные из 4 частей, имели хождение среди кочевников. С восточным влияние связано и появление в XII веке на Руси высоких сфероконических шеломов, в несколько изменённом виде бывших господствовавшим типом до конца XVI века. Уникальными являются крутобокие шлемы с полумасками, датируемые XII—XIII веком. С XII века кочевники Восточной Европы использовали также характерные цилиндроконические шлемы с вырезом для лица, снабжённые личиной, которые в XIV веке на Руси и Польше были модифицированы в так называемые восточные бацинеты. В XIV веке на Руси впервые упоминаются, а с конца XV получают распространение шишаки. В XVI веке появляются шапки железные, а под турецким и иранским влиянием — мисюрки и, в конце века, ерихонки. К концу века невысокие шишаки и шапки железные становятся господствующим типов боевых наголовий, вытеснив высокие шеломы. В XVII веке под западным влиянием на Русь попадают пехотные европейские шлемы, в частности, кабассеты. Как и в Западной, в Восточной Европе шлемы к концу XVII века почти перестают применяться.

### Иран
В начале I тысячелетия до н. э. под влиянием Ассирии и Урарту в Древней Персии появляются бронзовые сфероконические шлемы. В 498 г. до н. э. ахеменидские всадники, по словам Геродота использовали бронзовые и железные шлемы. Позднее бронзовые шлемы были вытеснены железными. В первой половине 1 тысячелетия н. э. и позднее, судя по имеющимся источникам, в Иране продолжали использовать высокие конические и сфероконические шеломы, иногда снабжённые кольчужной бармицей. Кроме них применялись простые полусферические шлемы. На изображении из Фирузабада III в. н. э. некоторые воины изображены в бацинетообразных шлемах. Сасанидские шлемы III в. н. э. из Ниневии имеют сфероконическую форму без обратного изгиба, склёпаны из 4 треугольных сегментов с помощью дополнительных пластинок, и снабжены кольчужными бармицами. Широко использовались и железные шлемы каркасной конструкции в форме парфянской войлочной шапки. Уже к VII веку относятся свидетельства о полусферических шлемах с полувырезами для глаз и круговой бармицей — прилбицах; но распространение они получили позднее, а сохранялись ещё в XV веке. Видимо, под монгольским влиянием в Иране распространились шишаки, широко известные по миниатюрам XIV века. Это шлемы с полусферической тульёй, выступом на макушке, иногда — налобной пластиной и бармицей. По-видимому в это же время получают распространение науши; также в XIV веке появляется скользящий наносник. С первой половины XV века популярность приобретают плюмажи. В середине XV века появляются тюрбанные шлемы — возможно, что в Тебризе, хотя есть мнение, что этот тип сформировался в Турции. В целом, в XV—XVII веках, судя по миниатюрам, основными типами шлемов были шишаки и шеломы, нередко лощатые или гранёные, и с различными дополнительными элементами. В конце XVI — начале XVII появляются шлемы кулах-худ, имевшие, скорее, церемониальное назначение, и просуществовавшие до XVIII—XIX веков. С XVII века известны изображения шлемов, снаружи обмотанные полосой ткани (пагри). Надо также отметить, что в 1593 г. упоминаются доспехи и шлемы иранских воинов, сделанные из железных пластин, закреплённых на бархатной основе.

### Турция
Предки турок, пришедшие в VI веке, были носителями тюркской культуры и применяли шлемы, свойственные другим кочевникам. Это были, преимущественно, шлемы в виде конуса с выпуклыми образующими, склёпанные из нескольких сегментов; а также каркасные шлемы. Позднее их вооружение развивалось под Иранским влиянием. Самые старые турецкие шлемы — это 2 приблицы XIII—XIV в. с сегментными тульями. По некоторым гипотезам, от них происходят тюрбанные шлемы, получившие широкое распространение в Турции со второй половины XV века. С влиянием Ирана связано применение шеломов, известные образцы XV века которых отличались формой, близкой к цилиндроконической, и высоким шпилем. Вероятно, с XIV века распространяются шлемы сфероконической или близкой к ней формы, коническая часть которой была с прямыми образующими — такой тип назывался в Турции шишак (но, в русском понимании, шишаком не является), а у мамлюков — кавнас. Под конец XV века широкое распространение получают шишаки с полусферическим (иногда — яйцевидным) куполом, у мамлюков называемые муваама. Шлемы кавнас и муваама дополнялись различными защитными элементами — козырьком, наушами, назатыльником, скользящим наносником — в результате чего в XVI веке из них появляются ерихонки. Некоторые шлемы покрывались кожей и бархатом. В Турции также применялись мисюрки, а в XV веке — сфероконические мисюрковидные шлемы, позднее на Кавказе известные как танж.

### Средняя Азия и Монголия
Татаро-монголы в XIII — первой половине XIV веков использовали очень многообразные шлемы, во многом связанные с влиянием других народов. Были весьма распространены полусферические и сфероконические шишаки, с тульёй из 4 и более сегментов, с полосой, обёрнутой вокруг шлема по венцу. Шлемы венчались, как правило, чашевидным или розетковидным подвершьем и навершием в виде втулки для плюмажа, шпиля или шишечки. Иногда снабжались налобной пластиной. Аналоги подобным шлемам находятся в Китае, Маньчжурии, Синьцзяне. Шлемы могли снабжаться наушами в виде 2—3 дисков с каждой стороны, а изредка — защитой лица — неподвижным наносником в виде узкой стрелки, а также козырьком, ещё реже — небольшими горизонтальными или опущенными полями. Плюмажи были чаще всего в виде волосяной кисти или состояли из 2 перьев, а также характерным было украшение в виде двойной ленты, прикреплённое к кольцу, вставленному в навершие шлема. Бармицы использовались ламинарной и ламеллярной конструкции, из твёрдой кожи, металла; также встречались тканевые, кольчужные, и, вероятно, чешуйчатые. Разные бармицы в одних случаях защищали голову и шею только с затылка и с боков, в других — защищали ещё и горло, а в третьих — закрывали лицо. Во второй половине XIV — начале XV веков монголо-татарские шишаки изменились не сильно, но шлемы в целом стали ещё более разнообразны. В западных регионах распространяются шлемы, выкованные из одного куска металла и цельнокованные. Широкую популярность приобретают науши старого типа. Появляются скользящие наносники. Одним из основных типов на Ближнем и Среднем Востоке вплоть до первой половины XVI века становятся полусферические шлемы — прилбицы с круговой кольчужной бармицей.
В Средней Азии в XV—XVII веках использовались разнообразные шлемы, как правило, сфероконической формы, и часто снабжённые бармицей, а также наушами. Среднеазиатские шлемы были очень близки к иранским, русским и османским этого периода. Основные типы используемых шлемов — это, прежде всего, шишаки с невысокой тульёй сфероконической или полусферической формы, чаще всего, судя по изобразительным источникам, склёпанной из нескольких частей; высокие сфероконические шеломы, также нередко клёпаные; и цилиндроконические шатровидные шлемы. Все эти шлемы нередко венчались втулкой с плюмажом, или же яловцем, прикреплённым к шпилю. До начала XVI века иногда встречались шлемы с надбровными вырезами. Иногда использовался скользящий наносник. Науши использовались двух типов: двойные или тройные, трапециевидной, пятиугольной или круглой формы, и одинарные, сложной формы — последний тип в XVI веке вытесняет первый. В течение XVI—XVII веков число цельнокованных шлемов растёт, но всё же уступает клёпанным. Кроме металлических шлемов, использовались войлочные или меховые защитные шапки, в том числе известные как шапки бумажные.
В XVI—XVIII веках кочевники Монголии и Калмыкии использовали шлемы, склёпанные из нескольких частей — обычно от 4 до 8. Они нередко снабжались козырьком (в том числе — коробчатым) и бармицей, пластинчато-нашивной, тканевой или ламеллярной, как правило, разделённой на 3 сегмента, закрывающих уши и затылок. По форме тульи шлемы были сфероконическими (без обратного изгиба) и полусферическими. Уникальным типом боевых наголовий был монгольский сфероцилиндрический шлем.

### Индия и Юго-Восточная Азия

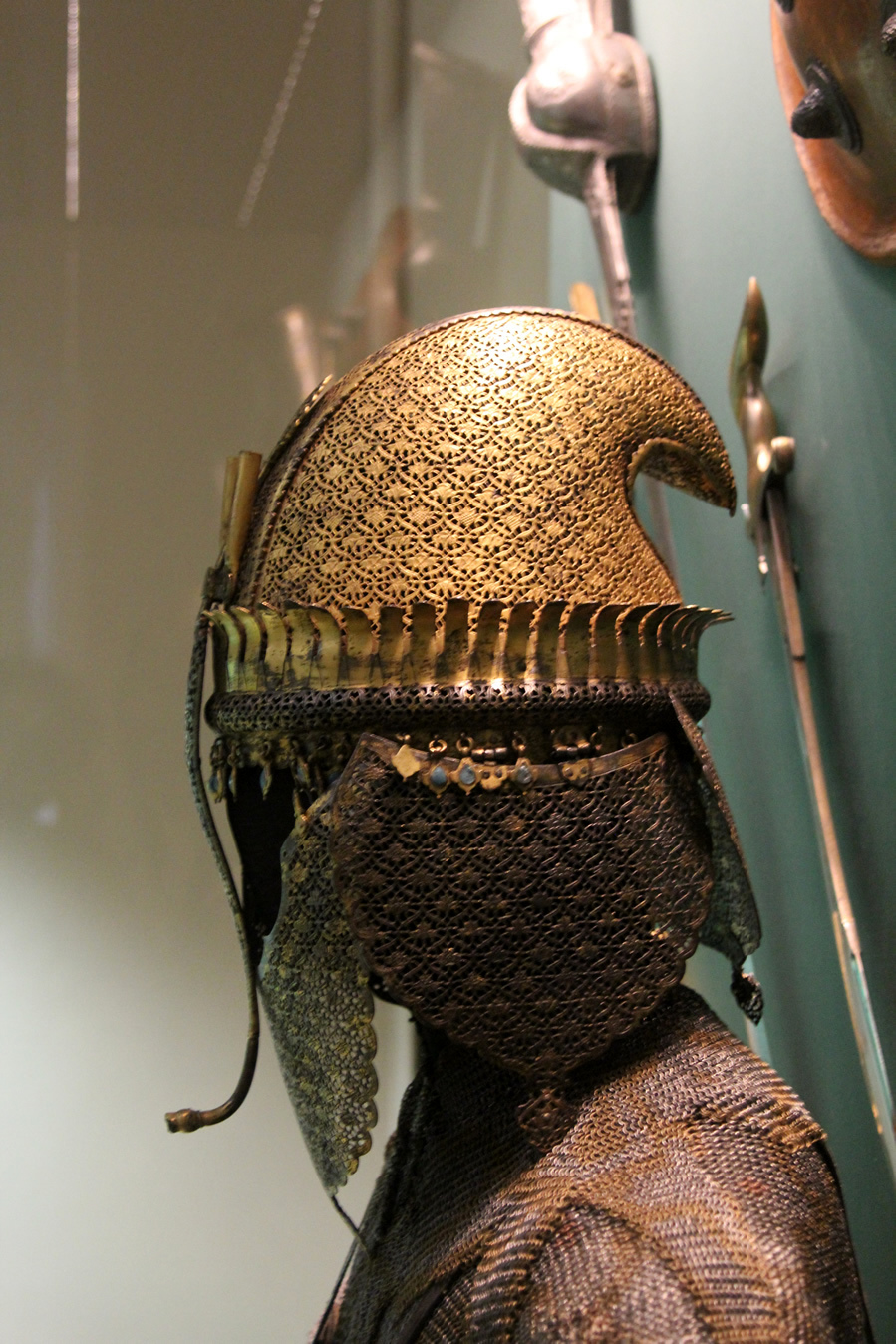
Шлем маратхов. Индия, нач. XVIII в. Государственный Эрмитаж (СПб.)

В Индии ещё в начале 1 тысячелетия н. э., видимо, для защиты головы использовали тюрбаны, каких-либо свидетельств о использовании металлических шлемов нет. Заметное значение доспехи там начали играть только в XIII—XIV веках, и в XV—XVI веках индийские доспехи и шлемы делались по образцам Центральной Азии и Ирана. Значительное распространение доспехи и шлемы (топы) в Индии получили лишь к концу XVII века. В XVI—XVIII веках применялись шлемы с невысокими тульями подчас замысловатой формы, с козырьком, назатыльником и подвижным наносником, нижняя часть которого расширялась в виде месяца и закрывала лицо. Были распространены чешуйчатые капюшоны, иногда снабжённые подобными наносниками. С XVI века применялись низкие шлемы с конической верхней частью, декоративным ободом, иногда — наушами. В XVII веке под Иранским влиянием появились шлемы с относительно высокой тульёй конической или сфероконической формы. В XIX веке встречаются шлемы в виде шишаков. Наносники, как правило, фиксировались не шурупцем, а с помощью петли и крючка. Обычна была кольчужная бармица. Некоторые шлемы имели овальную форму. Нередко применялись кольчато-пластинчатые наголовья, а также составленные из множества узких пластин, и просто кольчужные и мисюрковидные. Они носились поверх тюрбана. Помимо металлических, имели распространение защитные наголовья из нескольких простёганных слоёв ткани.
Филиппинские шлемы поначалу были очень близки к индийским и изготавливались из множества пластин. С XVI века под влиянием испанцев, захвативших острова, здесь стали применяться шлемы, имитирующие испанские бургонеты, кабассеты и морионы. Они в одних случаях делались из бронзы — спаивались из отдельных литых секций; в других — из роговых пластинок, закреплённых на основе из сыромятной кожи.

### Дальний Восток
Китайские шлемы периода Хань делались в виде капора, чаще из кожи, хотя некоторые могли быть и металлическими. Также известны шлемы, по форме похожие на фригийский колпак и сделанные из ряда вертикальных пластинок. Найденный в На-хи шлем III века н. э. отличается закруглённой конической формой и сделан из нескольких вертикальных позолоченных вертикальных пластинок, соединённых кожаными ремнями; шлем увенчан трубкой для султана. На фигурке кавалериста из династии Северная Вэй изображён полусферический шлем с небольшим заострением на макушке, и с венцом, который заостряется на переносице, а сзади и по бокам к нему прикреплены щитки, закрывающие затылок и уши. На другой фигурке этой же эпохи шлем с прямым ободом, асимметричной тульёй и прикреплённой к шлему цельной защитой затылка и ушей. На фигурках VII—X века из китайского Туркестана показаны полусферические шлемы, склёпанные из нескольких сегментов с волнистыми краями, причём на разных шлемах либо передний сегмент перекрывает боковые, а они, в свою очередь, последующие, либо наоборот. Эти шлемы снабжены трапециевидным наносником, доходящим до переносицы, и полусферическим навершием. На фигурке из Туюка династии Тан шлем ламеллярной конструкции в форме бацинета. С XIII века под монгольским влиянием в Китае большое распространение получают конические или сфероконические шлемы с выступом на макушке и козырьком. В книге «Ду шу цзи чжэн» династии Мин (XIV—XVII в.) многие шлемы по форме тульи аналогичны шишакам, и дополнены ламеллярным или куячным назатыльником. Другие шлемы отличаются полусферической тульёй, иногда с полукруглым вырезом для лица. Все эти шлемы снабжены разнообразными плюмажами. Однако шлемы, сделанные из частей, стянутых ремнями, продолжали использовать на Тибете даже XIX веке, несмотря на появление лучших типов.
Корейские шлемы были очень схожи с китайскими. В XVI—XVII веках использовались четырёхсегментные шлемы яйцевидной формы, сегменты которых соединены приклёпанными снаружи пластинами, а сверху приклёпана пластина. Эти шлемы обычно снабжены козырьком, иногда дополнялись назатыльником и наушами из мелких пластинок. Известен также шлем с полями вместо козырька. Офицерские шлемы обычно покрывались чёрным лаком и украшались золочёными медными накладками.
В Японии применялись шлемы кабуто с полусферической тульёй, склёпанные из нескольких сегментов и снабжённые назатыльником сикоро (похожий назатыльник был известен и на китайских шлемах). В XVI веке там появляются нестандартные шлемы — кавари-кабуто. Среди асигару популярностью пользовалась дзингаса.

## Новое и новейшее время

### Шлем (Каска)

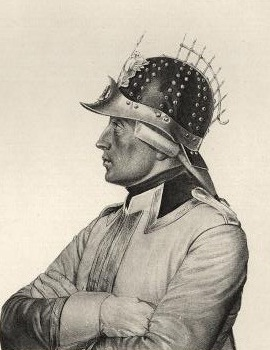
Кавалергардская каска, 1799 год, А. В. Висковатов

На латыни металлический шлем назывался cassis, откуда произошло французское casque, а затем и русское каска. После появления огнестрельного оружия доспехи постепенно исчезают, и в XVIII веке солдаты сражаются без шлемов. Металлические шлемы ещё сохраняются в тяжёлой кавалерии, однако к началу XX века они служат больше для церемониальных целей, чем для защиты головы. В наполеоновских войнах основные потери наносил артиллерийский огонь. Шлемы не предохраняли солдат от картечи и ядер, гораздо важнее был манёвр на поле боя. При отступлении из Москвы французские кирасиры первым делом бросили свои доспехи, как только из-за падежа лошадей были вынуждены идти пешком.
После начала Первой мировой войны в армиях европейских государств вновь вводят стальные шлемы (каски), основной задачей которых была защита головы солдат от шрапнели, осколков артиллерийских снарядов и небаллистических ударов.
В 1915—1916 годах во всех основных вооружённых силах были приняты шлемы трёх основных типов:
- «Рогатый» Stahlhelm M16 с развитой шейной частью, ставший одним из символов немецкой армии. По бокам находились вентиляционные отверстия, которые закрывались цилиндрическими клапанами, напоминающими короткие рожки.
- Каска Адриана. С гребнем. Знаменитый шлем советских пожарных в 1940 — 1950-х годах. Была на оснащении Русской армии, РККА с 1915 года до 1936 год.
- Каска Броди английской армии.

### Современные шлемы
Современные шлемы изготовляют из композиционных материалов.
В современные шлемы часто встраивают гарнитуру.

## Составные части шлема[9]
| Часть шлема                      | Функция |
| -------------------------------- | --- |
| Купол                            | Основная часть, закрывающая голову от лба до затылка (итал. coppo, calotte, coccia; фр. calotte, tymbon; англ. skull). |
| Гребень                          | Металлическое утолщение, идущее вдоль купола. Происхождение связано, возможно, с кузнечной техникой изготовления или с практической целью наглядного отображения деления тела на две равные части (итал. cresta, cordone; фр. crete; англ. comb, crest). |
| Составные части забрало          | |
| Забрало                          | Подвижная часть, закрывающая лицо, прикреплённая при помощи двух осей к височным частям купола. Состоит из одной, двух, реже трёх частей, каждая из которым может двигаться вверх или вниз (итал. visiera; фр. masgue, mezail, visiere; англ. visor).    |
| Верхняя часть                    | Часть с отверстиями различной формы, позволяющими видеть сквозь шлем (итал. buffa; фр. grille; англ. buffe). |
| Наносник                         | Средняя часть, защищающая нос (итал. nasale; фр. nasal, nazal, naselle; англ. nasal). |
| Нижняя часть                     | Обычно решётчатая, для доступа воздуха (итал. ventaglia; фр. ventail; англ. ventail, upper bevor). |
| Оси забрало                      | Подвижные крепления забрала к шлему (итал. fiori; фр. morailles, moraillons; англ. visorpivots). |
| Детали не входящие в купол шлема | |
| Подбородник                      | Нижняя подвижно закреплённая часть, закрывающая щёки, подбородок и горло. Деталь не может быть слитной с куполом шеи, иначе голова не пройдёт в шлем (итал. barbozza; фр. mentonniere, barbiere; англ. beaver, beever, bevor).                           |
| Воротник                         | Воротник (горжет) — расширенный и удлинённый подбородник, иногда доходящий до груди (итал. gorgiera; фр. gorgerin; англ. gorget). |
| Задний скат                      | Продолжающий затылочную часть купола и защищающий затылок. Может быть отдельной деталью, а может состоять из нескольких пластин, скреплённых на манер черепицы (итал. gronda; фр. couvre-nugue; англ. neck-pice).                                        |
| Подкладка                        | Прикрепляется к куполу шлему изнутри (итал. farsata; фр. doublure; англ. lining). |